# (35281) 1996 SD6
1996 SD6 (asteroide 35281) é um asteroide da cintura principal. Possui uma excentricidade de 0.20346330 e uma inclinação de 0.97254º.
Este asteroide foi descoberto no dia 18 de setembro de 1996 por Beijing Schmidt CCD Asteroid Program em Xinglong.